# Sojuz TMA-16M
Sojuz TMA-16M var en russisk rummission til Den Internationale Rumstation. Den blev opsendt den 27. marts 2015. Den transporterede de tre medlemmer af ISS-ekspedition 43 op til rumstationen. TMA-16M var det 125. Sojuzrumskib i rummet, det første var Sojuz 1 i 1967. Rumskibet var koblet til ISS og virkede som et redningsfartøj indtil det landede den 12. september 2015. Sojuz TMA-16M har NASA-betegnelsen 42S (42. Sojuz til ISS).
Scott Kelly og Mikhail Kornijenko bliver de første til at opholde sig på rumstationen i næsten et år i træk, og returnerer med Sojuz TMA-18M.
Rumfartøjet fløj i september 2015 den danske astronaut Andreas Mogensen hjem til Jorden.

## Besætning
- Gennadi Padalka (kaptajn)[4] 5. rumflyvning
- Mikhail Kornijenko (flymaskinist)[4] 2. rumflyvning
- Scott Kelly (flymaskinist)[4] 4. rumflyvning

## Reserver
- Aleksandr Kaleri (kaptajn)[4]
- Sergej Volkov (flymaskinist)[4]
- Jeffrey Williams (flymaskinist)[4]

## Hjemflyvning
- Gennadi Padalka (kaptajn)[4]
- Andreas Mogensen (flymaskinist)[4] 1. rumflyvning
- Ajdyn Aimbetov (flymaskinist)[5] 1. rumflyvning

## Navnebrødre
- Sojuz 16 – 2. til 8. december 1974, generalprøve på Apollo-Sojuz-testprogrammet (1975).
- Sojuz TM-16 – 24. januar til 22. juli 1993, koblet til Mir.
- Sojuz TMA-16 – 30. september 2009 til 18. marts 2010, koblet til ISS.